# Finowkanaal

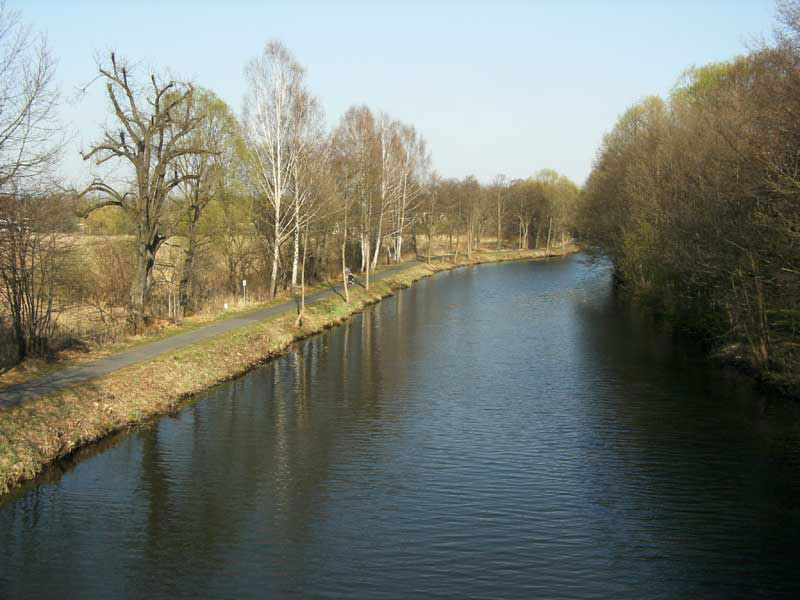
Het kanaal nabij Finowfurt

Het Finowkanaal is een kanaal in Brandenburg, Duitsland en heeft een lengte van 32 km. Het kanaal loopt van Zerpenschleuse in het westen tot nabij de scheepslift bij Niederfinow in het oosten. Beide zijden van het kanaal zijn verbonden met het Oder-Havel-kanaal (dat later tot stand werd gebracht).
Het Finowkanaal is de oudste kunstmatige waterweg in Duitsland die nog in gebruik is, reeds omstreeks 1605 werd met de aanleg ervan begonnen.  Tijdens de Dertigjarige Oorlog,  van 1618-1648,  werd het verwoest, en heraangelegd vanaf 1743. In die tijd kwam de metaalindustrie in en om Eberswalde op.